# فريق موسكو للقوة العسكرية الجوية
فريق موسكو للقوة العسكرية الجوية هو نادي كرة قدم روسي أٌسس عام 1945.